# Saison 1 d'Unité 9
Chronologie
Saison 2
Cet article présente les vingt-cinq épisodes de la première saison de la série télévisée québécoise Unité 9.

## Synopsis
Marie Lamontagne, une femme engagée dans sa communauté, veuve et mère de deux enfants, se fait emprisonner à l'établissement carcéral pour femmes de Lietteville. Marie fait face à un milieu auquel elle n'est absolument pas préparée.
Normand Despins, réputé pour avoir redressé quelques établissements carcéraux masculins, vient d'être nommé directeur de l'établissement. On lui a confié le mandat de réformer le milieu carcéral féminin, perçu comme trop laxiste par l'opinion publique.
Marie Lamontagne et Normand Despins vont s'affronter dans une lutte sans merci. Elle va lui démontrer qu'une détenue est un être humain qui a droit à une seconde chance.

## Distribution

### Acteurs principaux

#### Détenues
- Guylaine Tremblay : Marie Lamontagne (25 épisodes)
- Céline Bonnier : Suzanne Beauchemin (25 épisodes)
- Sarah-Jeanne Labrosse : Laurence Belleau (25 épisodes)
- Suzanne Clément : Shandy Galarneau (24 épisodes)
- Catherine Proulx-Lemay : Michèle Paquette (24 épisodes)
- Micheline Lanctôt : Élise Beaupré (23 épisodes)
- Ève Landry : Jeanne Biron (21 épisodes)

#### Personnel
- François Papineau : Normand Despins (25 épisodes)
- Paul Doucet : Georges Sainte-Marie (24 épisodes)
- Mariloup Wolfe : Agathe Boisbriand (21 épisodes)
- Normand Daneau : Martin Lavallée (18 épisodes)
- Salomé Corbo : Caroline Laplante (17 épisodes)
- Jean Marchand : Rolland Montmorency (14 épisodes)
- Édith Cochrane : Lisa Côté (13 épisodes)
- Debbie Lynch-White : Nancy Prévost (10 épisodes)

#### Entourage de Marie Lamontagne
- Émilie Bibeau : Lucie Lamontagne (21 épisodes)
- Frédérique Dufort : Léa Petit (21 épisodes)
- Pierre Collin : Yvon Lamontagne (15 épisodes)
- Olivier Barrette : Sébastien Petit (13 épisodes)

### Invités

#### Détenues
- Ayisha Issa : Brittany « Bouba » Sizzla (4 épisodes)
- Myriam Côté : Avril Robertson (3 épisodes)

#### Personnel
- Rosalie Julien : Fannie Beaulieu (10 épisodes)
- Danièle Lorain : Pauline Duquette (8 épisodes)
- Eloi Archambaudoin : Paul Crevier (1 épisode)

#### Entourage
- Michel Forget : Adrien Petit (7 épisodes)
- Zoélie Lampron-Fournier : Pascaline Duhaime (5 épisodes)
- Patrice L'Écuyer : Benoît Frigon (3 épisodes)
- Frédérick Bouffard : Pierre Duhaime (3 épisodes)
- France Pilotte : Madeleine Duhaime (3 épisodes)
- Geneviève Morin-Dupont : Julie Despins (2 épisodes)
- Anie Pascale : Paule Gauthier (2 épisodes)
- Catherine Bégin : Jeannine Petit (1 épisode)
- Danny Gilmore : Bertrand Pariseau (1 épisode)
- Iannicko N'Doua-Légaré : Olivier Barro (1 épisode)

## Liste des épisodes

### Épisode 1
- Patrice L'Écuyer : (Benoît Frigon)
- Michel Forget : (Adrien Petit)
- Laura Barbeau : (IPL Tanguay #1)
- Christine Beaulieu : (IPL transport #1)
- Hynda Bennabdellah : (IPL transport #2)
- Line Brault : (Greffière)
- Fayolle Jean : (Juge de Shandy)
- Christina Filippidis : (Gardienne palais #2)
- Mary-Kim Kelly : (Carol-Anne Valois)
- Laura Lacoste : (Gardienne palais #1)
- Marie-Claude Langlois (Claire Dubé détenue)
- Marie-Evelyne Lessard (IPL Tanguay #2)
- Dominique Mathieu (Gardienne palais #1)
- Michel Mongeau (Juge Claude Desbiens)

### Épisode 2
- Joseph Antaki : (Dr. Savané)
- Denis Harvey : (Collègue Sébastien #2)
- Mary-Kim Kelly : (Carol-Anne Valois)
- Alexandre L'Heureux : (Collègue Sébastien #1)
- Danièle Lorain : (Pauline Duquette)
- Lili Wexu : (Journaliste télé)

### Épisode 3
- Christian Baril : (Barman De l'Échoppe)
- Mary-Kim Kelly : (Carol-Anne Valois)

Cet épisode marque la première apparition de Jean Marchand dans le rôle de Rolland Montmorency.

### Épisode 4
- Catherine Bégin : (Jeannine Petit)
- Michel Forget : (Adrien Petit)
- Zoélie Lampron-Fournier : (Pascaline Duhaime)
- France Pilotte : (Madeleine Duhaime)

### Épisode 5
- Joseph Antaki : (Dr. Savané)
- Guillermina Kerwin : (Infirmière d'Yvon)

### Épisode 6
- Guillermina Kerwin : (Infirmière d'Yvon)

### Épisode 7
- Patrick Caux : (Candidat psy #1)
- Mathieu Dufresne : (Candidat psy #2)
- Dusan Dukil : (Boris Jankova)
- Audrey Gaussiran : (Professeure danse en ligne)
- Danny Gilmore : (Bertrand Parizeau)
- Guillermina Kerwin : (Infirmière d'Yvon)
- Jean-François Porlier : (Représentant du gouvernement)
- Danièle Lorain : (Pauline Duquette) (non créditée)

Cet épisode marque la première apparition d'Édith Cochrane dans le rôle de Lisa Côté

### Épisode 9
- Patrice L'Écuyer : (Benoît Frigon)
- Michel Forget : (Adrien Petit)
- Katherine Mossalim : (IPL G. Kaufmann)

### Épisode 10
- Michel Forget : (Adrien Petit)
- Rosalie Julien : (Fannie Beaulieu)
- Zoélie Lampron-Fournier : (Pascaline Duhaime)
- Danièle Lorain : (Pauline Duquette)
- Maryse Ouellet : (Infirmière Yvon)
- France Pilotte : (Madeleine Duhaime)

### Épisode 11
- Michel Forget : (Adrien Petit)
- Zoélie Lampron-Fournier : (Pascaline Duhaime)
- Maryse Ouellet : (Infirmière Yvon)
- Iannicko N'Doua-Légaré : (Olivier Barro) (non crédité)

### Épisode 12
- Eloi ArchamBaudoin : (Paul Crevier)
- Rosalie Julien : (Fannie Beaulieu)
- Zoélie Lampron-Fournier : (Pascaline Duhaime)
- David Rigby : (Cascadeur Yvon Lamontagne)
- Martin Thibaudeau : (Chef bureau opération)

### Épisode 13
- Christian Baril : (Barman de l'Échoppe)
- Amélie Chérubin-Soulières : (Thérèse professeur de français)
- Danièle Lorain : (Pauline Duquette)
- Tova Roy : (Amitana Nair médecin)

Cet épisode marque la première apparition de Debbie Lynch-White dans le rôle de Nancy Prévost

### Épisode 14
- Geneviève Morin : (Julie Despins)
- Patrick Beauchemin : (IPL opérations)
- Mélanie Desjardins-Chevaudrier : (Mylène Saint-Gelais)
- Sylvie Dubé : (Colette Beauregard)
- Rosalie Julien : (IPL Fanny Beaulieu)
- Danièle Lorain : (Pauline Duquette)
- Katherine Mossalim : (IPL G. Kaufman)
- Martin Thibaudeau : (Chef bureau opérations)

### Épisode 15
- Geneviève Morin : (Julie Despins)
- Christine Anthony : (Détenue discours #3)
- Christian Baril : (Barman de l’Échoppe)
- Chantale Bilodeau : (Détenue discours #4)
- Yanick Boisvert : (Chef des opérations)
- Ariane Castellanos : (Carletta)
- Linda Cyr : (Détenue discours #1)
- Sylvie Dubé : (Colette Beauregard)
- Micheline Poitras : (Hélène)
- Gabryelle Rousseau : (Détenue discours #2)

## Audiences
Cette saison a été regardée par 1 580 000 téléspectateurs en moyenne. La première partie de cette saison, soit du 11 septembre 2012 au 4 décembre 2012, a vu ses cotes d'écoutes grimper de plus de 450 000 téléspectateurs. Par la suite, elles sont devenues plus stable, variant autour de 1 751 400 téléspectateurs. La 15e épisode, diffusé le 15 janvier 2013, a été l'épisode le plus regardé, et de la série, avec 1 979 000 téléspectateurs en direct. L'épisode le moins écouté a été le 3e, avec 1 209 000 téléspectateurs.
| №  | Première diffusion | Cotes d'écoute  | Cotes d'écoute | Rang semaine |    | №               | Première diffusion | Cotes d'écoute | Cotes d'écoute | Rang semaine |
| -- | ------------------ | --------------- | -------------- | ------------ | -- | --------------- | ------------------ | -------------- | -------------- | ------------ |
| 1  | 11 septembre 2012  | en stagnation   | 1 276 000      | 1er          | 14 | 8 janvier 2013  | en augmentation    | 1 795 000      | 1er            |              |
| 2  | 18 septembre 2012  | en diminution   | 1 275 000      | 4e           | 15 | 15 janvier 2013 | en augmentation    | 1 979 000      | 2e             |              |
| 3  | 25 septembre 2012  | en diminution   | 1 209 000      | 10e          | 16 | 22 janvier 2013 | en diminution      | 1 643 000      | 2e             |              |
| 4  | 2 octobre 2012     | en augmentation | 1 384 000      | 3e           | 17 | 29 janvier 2013 | en augmentation    | 1 845 000      | 2e             |              |
| 5  | 9 octobre 2012     | en diminution   | 1 313 000      | 5e           | 18 | 5 février 2013  | en diminution      | 1 799 000      | 2e             |              |
| 6  | 16 octobre 2012    | en augmentation | 1 435 000      | 3e           | 19 | 12 février 2013 | en diminution      | 1 718 000      | 2e             |              |
| 7  | 23 octobre 2012    | en augmentation | 1 503 000      | 3e           | 20 | 19 février 2013 | en diminution      | 1 621 000      | 2e             |              |
| 8  | 30 octobre 2012    | en diminution   | 1 399 000      | 2e           | 21 | 26 février 2013 | en augmentation    | 1 698 000      | 2e             |              |
| 9  | 6 novembre 2012    | en augmentation | 1 512 000      | 3e           | 22 | 5 mars 2013     | en augmentation    | 1 707 000      | 2e             |              |
| 10 | 13 novembre 2012   | en diminution   | 1 450 000      | 3e           | 23 | 12 mars 2013    | en augmentation    | 1 762 000      | 2e             |              |
| 11 | 20 novembre 2012   | en augmentation | 1 501 000      | 3e           | 24 | 19 mars 2013    | en diminution      | 1 674 000      | 2e             |              |
| 12 | 27 novembre 2012   | en augmentation | 1 562 000      | 2e           | 25 | 26 mars 2013    | en augmentation    | 1 776 000      | 1er            |              |
| 13 | 4 décembre 2012    | en augmentation | 1 664 000      | 1er          |    |                 |                    |                |                |              |